# Tarrare

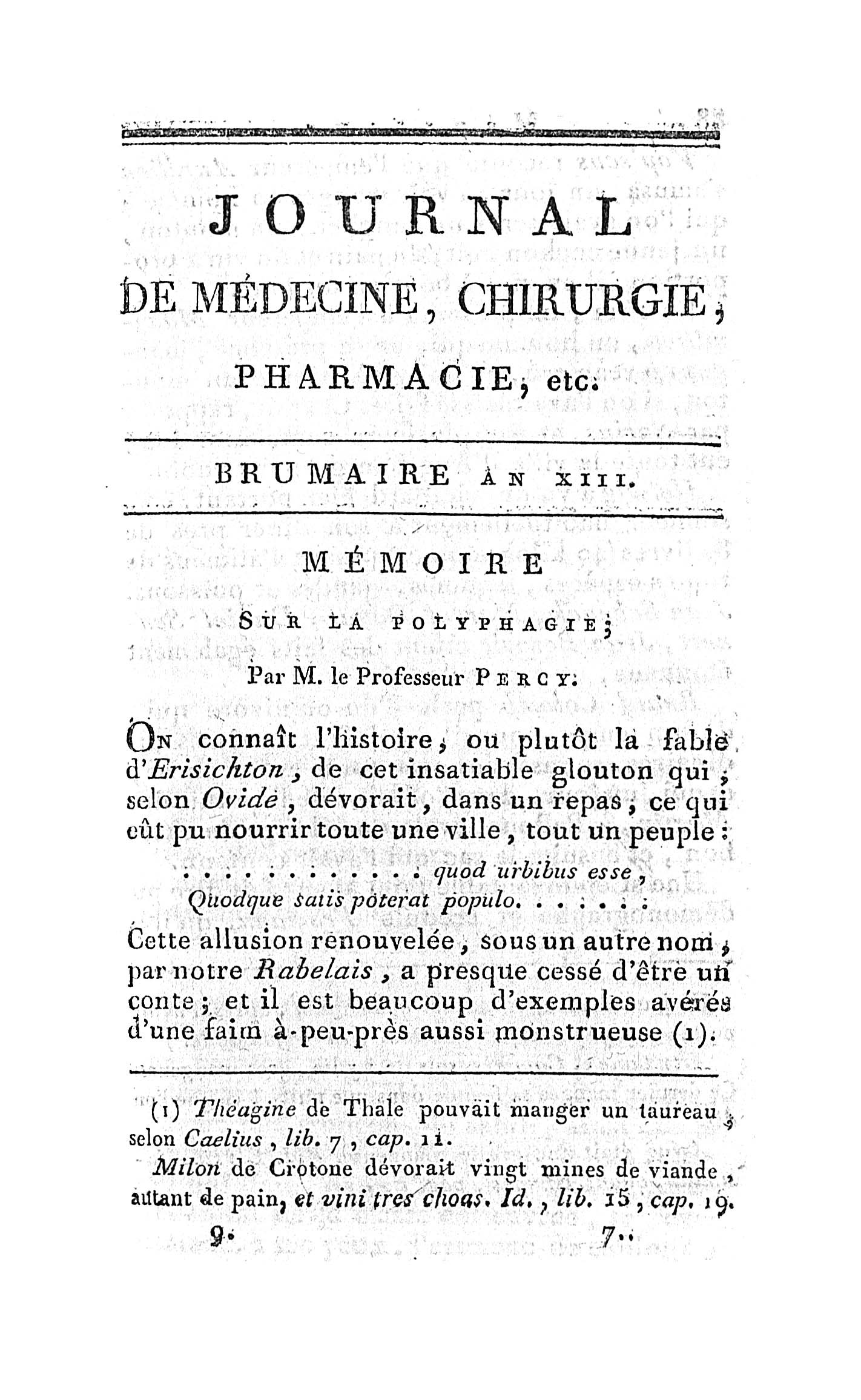
Teza lui Pierre-François Percy despre antecedentele medicale ale lui Tarrare, Mémoire sur la polyphagie (1805)

Tarrare (n. 1772, Lyon, Regatul Franței – d. 1798, Berceau-de-la-Liberté, Seine-et-Oise, Franța), uneori scris Tarare, a fost un artist stradal francez și soldat, remarcat pentru neobișnuitele sale obiceiuri alimentare.
Capabil să mănânce mari cantități de carne, el era în mod constant hămesit; Adolescent fiind, a fost dat afară din casă, părinții lui nemaiputând să-l întrețină. El a călătorit prin Franța împreună cu o bandă de hoți și prostituate, înainte de a deveni actul de deschidere a spectacolului unui șarlatan ambulant; De-a lungul prestației Tarrare a înghițit dopuri, pietre, animale vii și un întreg coș de mere. Mai târziu a continuat acest act la Paris, unde a lucrat drept artist stradal.
La începutul Războiului Primei Coaliții, Tarrare s-a înrolat în Armata Revoluționară franceză. Cum rațiile militare erau incapabile de a-i satisface uriașa poftă de mâncare, acesta mânca orice alimente disponibile prin jgheaburi și grămezi de gunoaie. El a fost spitalizat din cauza epuizării și a devenit subiectul unei serii de experimente medicale ce îi a testau capacitatea nemaiîntâlnită. De-a lungul experimentelor, el a mâncat, printre alte lucruri, o masă pentru 15 persoane dintr-o singură ședere, pisici, șerpi, șopârle și căței vii, și a înghițit țipari întregi, fără a-i mesteca. În ciuda lui dietei sale neobișnuite, el avea dimensiuni și aspect normale, și nu prezenta semne de boli psihice, alta decât ceea ce a fost descris ca un temperament apatic.
Generalul Alexandre de Beauharnais a decis să folosească abilitățile lui Terrare în scopuri militare, așa că mâncăciosul a fost angajat drept curier al armatei, cu misiunea de a înghiți documente înainte de a trece frontul inamic și de a le recupera cu prilejul primului scaun, odată ajuns la destinație. Prima sa misiune a fost un eșec din cauza faptului că Tarrare nu știa vorbi germană, ceea ce a rezultat în a fi capturat și bătut de forțele prusace. Mai mult decât atât, acesta a trecut și printr-o execuție simulată înainte de a fi înapoiat frontului francez.
Marcat de această experiență, a fost de acord să se supună oricărui fel de tratament ce i-ar putea lecui apetitul, fiindu-i administrate laudanum, pastile de tutun, oțet din vin și ouă fierte moi. Aceste proceduri nu au rezolvat nimic și doctorii nu l-au putut menține pe o dietă controlată. Tarrare obișnuia să se furișeze în afara spitalului pentru a căuta măruntaie prin gunoaiele de lângă măcelării, și a încercat să bea sângele altor pacienți și să mănânce cadavrele de la morgă. Fiind suspectat că ar fi mâncat un bebeluș, acesta a fost izgonit din spital. După patru ani, a reapărut în Versailles, suferind de tuberculoză severă, murind la scurt timp.

## Copilărie
Tarrare s-a născut într-o regiune rurală Franța, în apropiere de Lyon, în jurul anului 1772. Data lui de naștere nu este înregistrată și nici măcar nu se știe dacă Tarrare a fost numele lui real sau o poreclă.
Copil fiind, Tarrare avea o mare poftă de mâncare și din adolescență putea mânca un sfert de vițel la fel de mare ca el, într-o singură zi. Tot atunci, părinții lui nu-l mai puteau întreține și l-au forțat să plece de acasă. Pentru câțiva ani după aceasta, el a cureierat Franța cu o bandă de hoți și prostituate, cerșind și furând alimente, înainte de a obține unui loc de muncă ca un act de deschidere pentru un șarlatan ambulant.

## Aspectul și comportamentul
În ciuda lui dietei sale, Tarrare era subțire și de înălțime medie. La vârsta de 17 ani, cântărea doar 45 kg. El a fost descris ca având păr neobișnuit de moale și o gură anormal de largă, cu dinți murdari și buze aproape invizibile. Când nu era sătul de mâncare, pielea lui atârna în așa fel încât o putea înfășura în jurul abdomenului și taliei. Atunci când era plin, abdomenul i se dilata „ca un imens balon”. Pielea de pe obrajii lui era ridată și atârna, permițându-i să-și îndese douăsprezece ouă sau mere în gură. Trupul său era fierbinte la atingere și transpira foarte mult, având în mod constant un miros urât. Tarrare a fost descris ca fiind împuțit „la un asemenea grad încât el nu putea fi îndurat de la o distanță de douăzeci de pași”. Acest miros devenea mai apăsător după ce mânca, ochii și obrajii devenindu-i roșii, și intra în letargie, timp în care râgâia zgomotos. El a avut diaree cronică, care a fost descrisă ca fiind „fetidă dincolo de orice concepție”. În ciuda aportului mare de alimente, el nu părea să vomite excesiv sau să ia în greutate. În afară de obiceiurile sale alimentare, contemporanii săi nu au văzut simptome evidente ale vreunei boli psihice sau comportament neobișnuit la el, altul decât un aparent apatic temperament cu „o lipsă totală de forță și idei”.
Cauza comportamentului său este necunoscută. Deși au mai fost documentate cazuri similare din aceeași perioadă, niciunuia dintre cei în cauză, în afară de Terrare, nu i s-a întocmit autopsia, și nu s-a mai auzit de vreun astfel de caz în perioada modernă. Hipertiroidismul poate induce o mărire în apetit, pierdere rapidă în greutate, transpirație abundentă, intoleranță la căldură, și subțierea firelor de păr. Jan Bondenson a speculat că starea lui Terrare avea legătură cu amigdalele. Se știe că rănile provocate amigdalelor pot produce polifagia la animale.